# Filialkirche Edling (Spittal an der Drau)

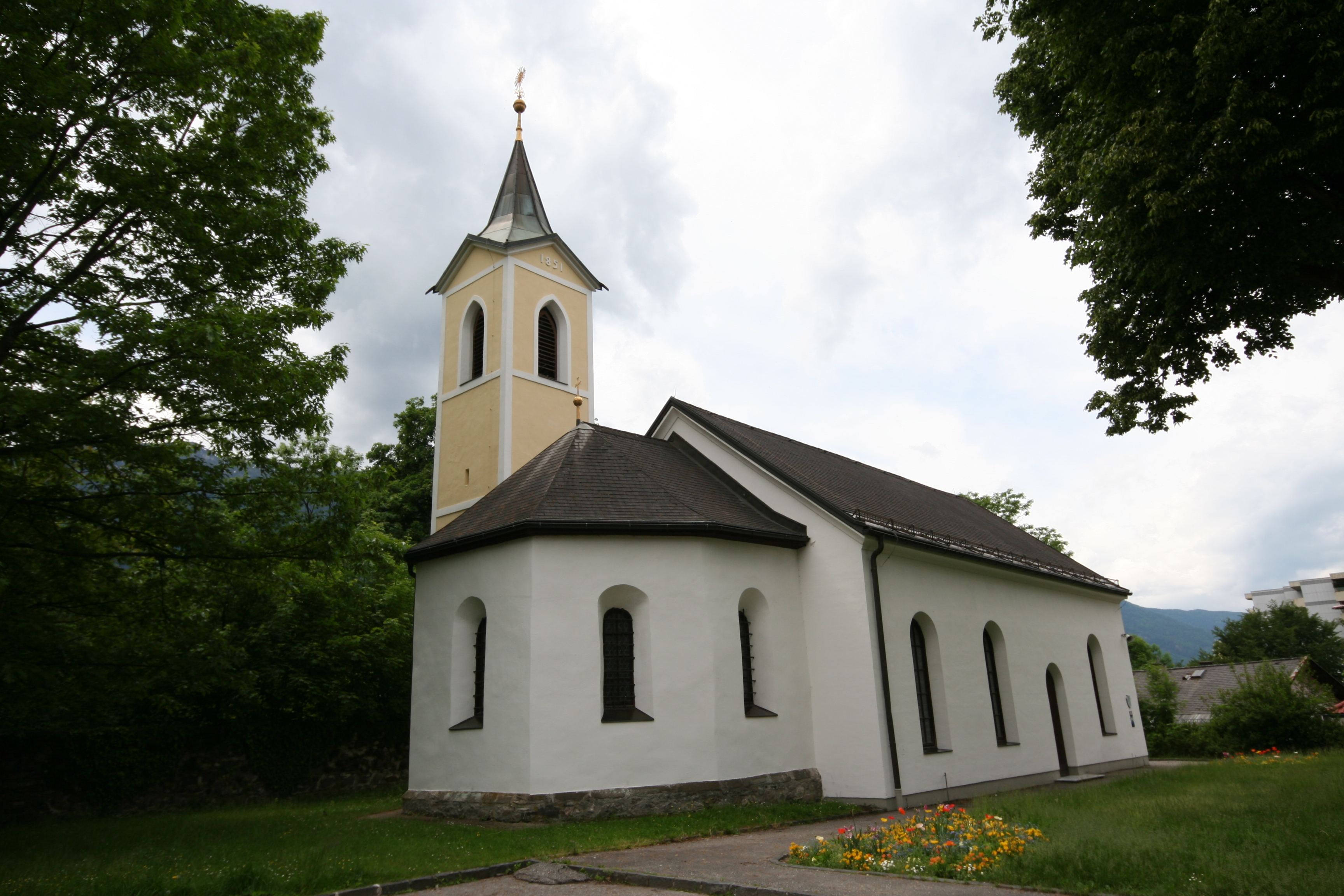
Filialkirche Edling

Die römisch-katholische Filialkirche Edling in der Ortschaft Edling der Bezirkshauptstadt Spittal an der Drau in Kärnten ist dem heiligen Thomas geweiht. Die Kirche war bis zu den Josefinischen Reformen Ende des 18. Jahrhunderts Filialkirche der Pfarre Molzbichl, dann Filialkirche der Stadtpfarre Spittal.

## Bauwerk
Die Kirche ist eine kleine ursprünglich gotische Anlage, die später barockisiert und deren Turm 1851 errichtet wurde. Das Kirchenschiff wurde 1977 nach Plänen von Erich Roppatsch erweitert. Der niedrige, langgestreckte Bau mit rundbogigen Fenstern hat einen eingezogenen, niedrigeren Chor mit Fünfachtelschluss. Über diesem spätgotischen Chor erhebt sich ein spätgotisches Sternrippengewölbe, das einschiffige Langhaus besitzt eine flache Barockdecke. Die fünf, 1977 von Giselbert Hoke gestalteten Glasfenster, versinnbildlichen die sieben Sakramente.

## Einrichtung
Die drei Altäre sind mit reichem Akanthusdekor ausgestattet. Der 1725 geschaffene Hochaltar mit schwerer Säulenarchitektur birgt in der rundbogigen Mittelnische eine Muttergottesstatue mit Kind, flankiert von den Heiligen Florian und Johannes Nepomuk. Das Aufsatzbild zeigt den heiligen Thomas, daneben stehen die Plastiken der Heiligen Agatha und Apollonia. 
Der linke Seitenaltar trägt ein Mariahilfbild, das 1725 nach dem Gnadenbild von Lukas Cranach im Innsbrucker Dom gemalt wurde. Sein Aufsatzbild stellt den heiligen Antonius von Padua dar. Das gemalte Antependium mit der Darstellung einer Schutzmantelmadonna aus der zweiten Hälfte des 18. Jahrhunderts wurde später hinzugefügt.
Am rechten Altar ist ein Gnadenstuhlgemälde in Akanthusrahmung.
Im Langhaus hängen zwei Ölgemälde, ein ungläubiger Thomas von 1755 und ein unter dem Kreuz gefallener Christus aus dem ersten Drittel des 18. Jahrhunderts.